# Akrotatos (Sohn des Kleomenes)
Akrotatos (altgriechisch Ἀκρότατος Akrótatos) war der älteste Sohn des spartanischen Königs Kleomenes II., der aus dem Hause der Agiaden stammte. Sein jüngerer Bruder war Kleonymos.
331 v. Chr. besiegte der Makedone Antipater den Spartaner Agis III. Später wollte man die Ehre der Kämpfer, die in diesem Krieg geflohen waren, wiederherstellen. Nur Akrotatos lehnte diesen Beschluss ab und fiel bei vielen Spartanern in Ungnade. Man trachtete ihm sogar nach dem Leben und verprügelte ihn.
316/315 v. Chr. hatte Agathokles von Syrakus viele seiner Gegner beseitigt. Viele, die aus Syrakus entkommen waren, waren nach Agrigent geflüchtet. Nun überzeugten die Flüchtlinge die Agrigenter gegen Agathokles vorzugehen. Als Heerführer wünschte man sich einen Außenstehenden und schickte deshalb Gesandte nach Sparta. Akrotatos kam dieses Angebot gelegen und machte sich mit wenigen Schiffen auf den Weg. Er geriet in einen Sturm und landete an der albanischen Küste bei der Stadt Apollonia, die gerade von Glaukias belagert wurde. Akrotatos überzeugte Glaukias, mit den Apolloniern ein Abkommen zu schließen und die Belagerung abzubrechen. Danach begab er sich nach Tarent und überredete die Einwohner, 20 Schiffe Verstärkung nach Agrigent zu schicken. Als Akrotatos in der Stadt angekommen war, übernahm er den Oberbefehl. Doch anstatt gegen Agathokles zu ziehen, genoss er nur Vergnügungen. Nachdem er auch noch Sosistratos, den Vornehmsten der Syrakuser, ermordet hatte, wurde er vertrieben und begab sich zurück nach Sparta.
Akrotatos fiel auf Kreta im Kampf. Hierüber war seine Großmutter Gyrtias sehr erfreut, da sie es erstrebenswerter fand, im Krieg zu fallen denn als Angsthase im Alter zu sterben. Da er vor seinem Vater starb, konnte er nicht dessen Herrschaft übernehmen. Aus diesem Grund kam es zu Thronstreitigkeiten zwischen Areus, dem Sohn von Akrotatos, und seinem Onkel Kleonymos, als Kleomenes II. verstorben war.